# Perguruan
Perguruan is een bestuurslaag in het regentschap Deli Serdang van de provincie Noord-Sumatra, Indonesië. Perguruan telt 668 inwoners (volkstelling 2010).